# 존 벨리언
존 벨리언(Jon Bellion, 1990년 12월 26일 ~ )은 미국의 싱어송라이터, 음악 프로듀서, 래퍼이다.